# Imabari 28
Der Massengutschiffstyp Imabari 28 wurde seit 1990 in großer Anzahl vom japanischen Schiffbaukonzern Imabari Zōsen gebaut.

## Einzelheiten
Die erste Einheit der Baureihe, die Stellar Beny, wurde 1990 abgeliefert. In den folgenden Jahren entwickelte sich der Typ zu einem der erfolgreichsten Entwürfe seines Segments und begründete eine bis heute fortgesetzte Serie weiterentwickelter Typen (Mk. I, Mk. II und Mk. III). Im März des Jahres 2009 wurde mit der Lake Konpira die einhundertste Einheit abgeliefert und im Herbst 2012 wurde die King Rice, das zweihundertste Schiff des Typs, fertiggestellt.
Die Imabari-28-Schiffe sind als Handysize-Massengutschiffe mit achtern angeordneten Aufbauten ausgelegt. Sie haben fünf Laderäume und jeder Laderaum wird durch eine eigene Luke bedient. Der gesamte Laderauminhalt beträgt bei Schüttgütern 37.320 m³ und 35.742 m³ als Ballenraum. Zum Ladungsumschlag stehen vier mittschiffs angebrachte hydraulische Schiffskräne zur Verfügung. Der Schiffstyp kann bei maximaler Abladung gut 28.000 Tonnen transportieren. Die Einheiten sind auf den Transport verschiedener Massengüter, wie zum Beispiel Getreide, Kohle, Mineralien inklusive verschiedener Gefahrgüter ausgelegt. Die Tankdecke der Laderäume ist für den Erztransport verstärkt ausgeführt. Es können darüber hinaus auch Holz, Sackgüter, Stahlprofile, -röhren und andere Massenstückgüter transportiert werden.
Der Antrieb der Schiffe besteht aus einem Zweitakt-Dieselmotor. Der Motor ermöglicht eine Geschwindigkeit von etwa 14 Knoten. Es stehen mehrere Hilfsdiesel und ein Notdiesel-Generator zur Verfügung.